# Yagba West
Yagba West è una delle ventuno aree a governo locale (local government areas) in cui è suddiviso lo stato di Kogi, in Nigeria. Estesa su una superficie di 1.276 km², conta una popolazione di 149.023 abitanti.